# Artabotrys pleurocarpus
Artabotrys pleurocarpus este o specie de plante angiosperme din genul Artabotrys, familia Annonaceae, descrisă de Alexander Carroll Maingay, Joseph Dalton Hooker și Thomas Thomson. Conform Catalogue of Life specia Artabotrys pleurocarpus nu are subspecii cunoscute.